# Карагол
Караго́л (рос. Карагол) — селище у складі Таштагольського району Кемеровської області, Росія. Входить до складу Каларського сільського поселення.

## Населення
Населення — 104 особи (2010; 128 у 2002).
Національний склад (станом на 2002 рік):
- росіяни — 88 %